# Régiment Royal-Piémont cavalerie
Pour les articles homonymes, voir régiment de Piémont.
Le régiment Royal-Piémont cavalerie est un régiment de cavalerie français d'Ancien Régime créé en 1671 devenu sous la Révolution le 14e régiment de cavalerie puis le 23e régiment de dragons à partir du Premier Empire.

## Création et différentes dénominations
- 9 août 1671 : création du régiment de Piémont cavalerie
- 6 mai 1690 : renommé régiment Royal-Piémont cavalerie
- 1er décembre 1761 : renforcé par incorporation du régiment de Talleyrand cavalerie[1]
- 1er janvier 1791 : renommé 14e régiment de cavalerie
- an XI : incorporation du 3e escadron du 20e régiment de cavalerie
- 24 septembre 1803 : transformé en dragons, le 23e régiment de dragons
- 12 mai 1814 : licencié

## Équipement

### Étendards
6 étendards « de ſoye bleue, Soleil au milieu, & 4 fleurs de lys aux coins brodées & frangées d’or ».

Étendard
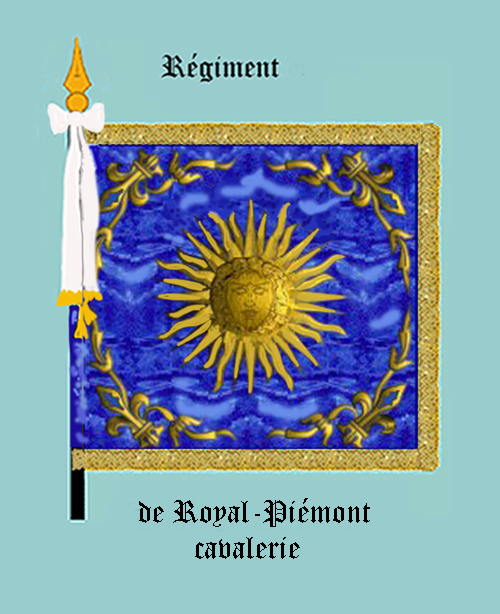
régiment Royal-Piémont cavalerie, avers
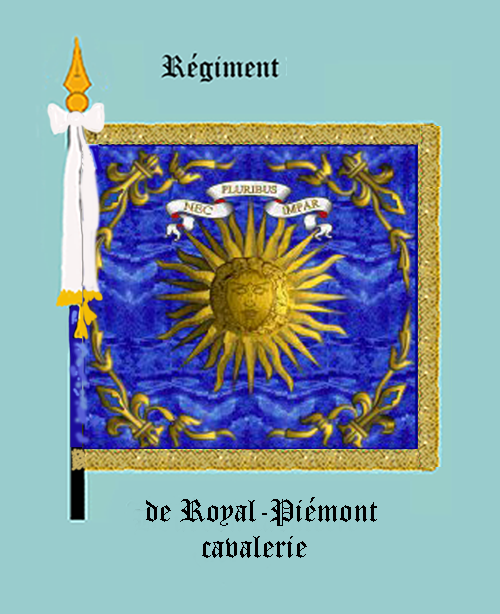
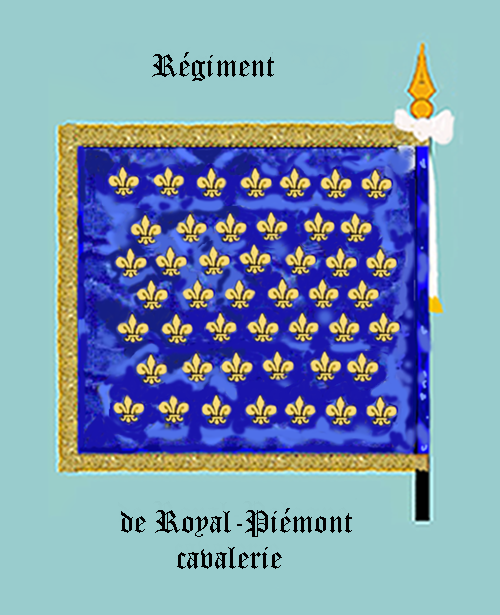
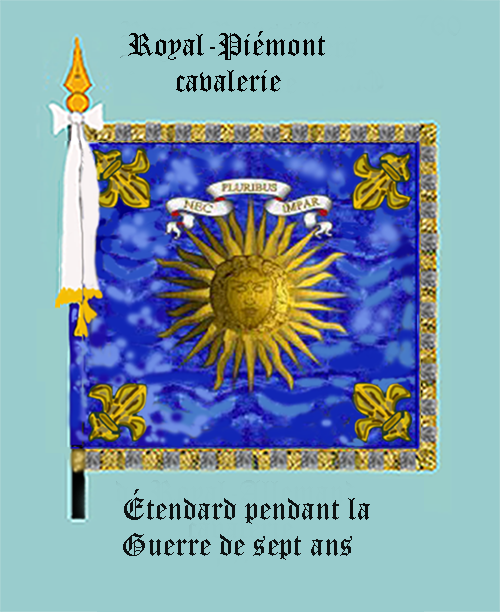
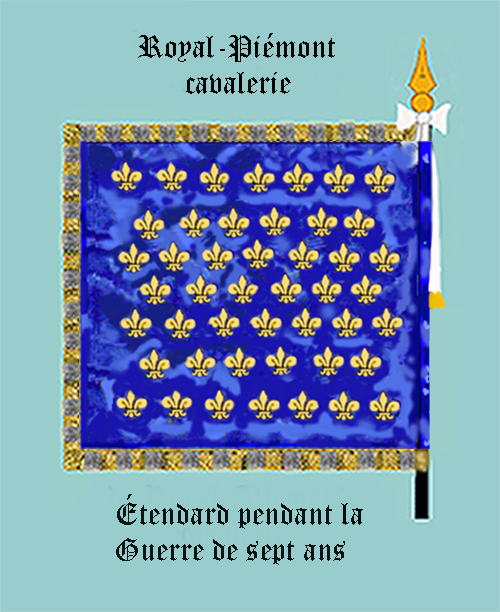

### Habillement

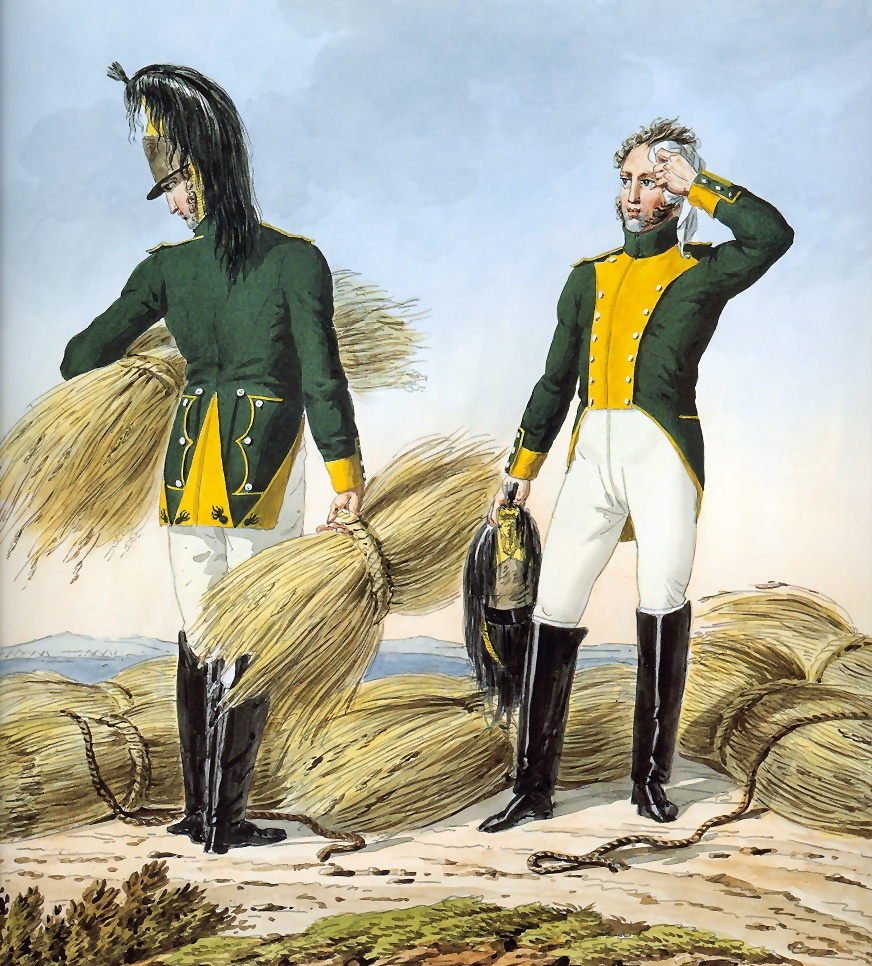
Dragons du, illustration de La Grande Armée de 1812, de Carle Vernet.

Uniformes
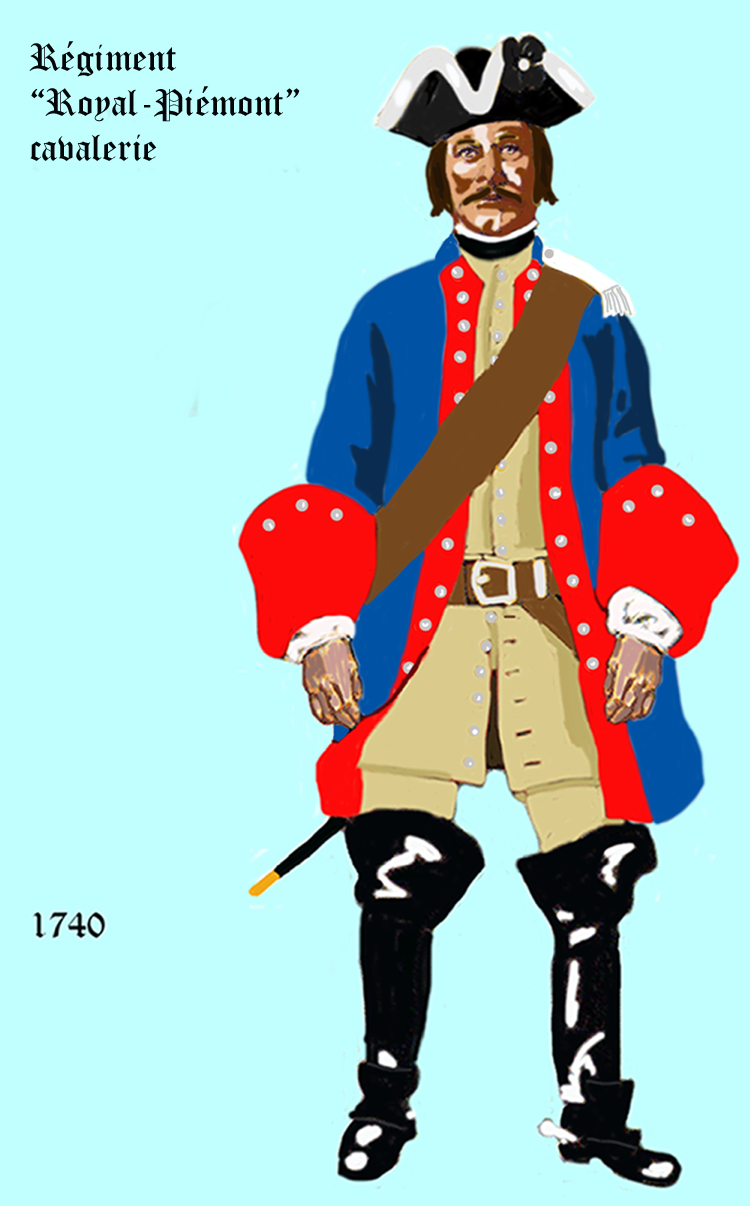
régiment Royal-Piémont cavalerie de 1740 à 1757
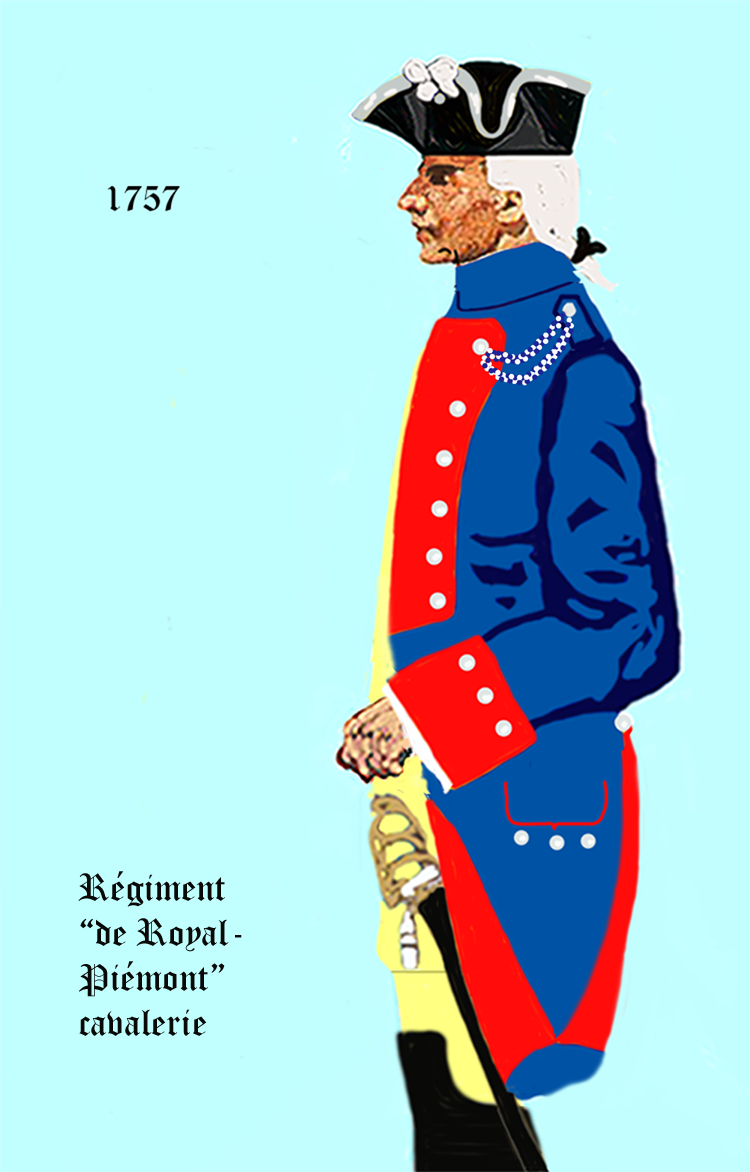
régiment Royal-Piémont cavalerie de 1757 à 1762
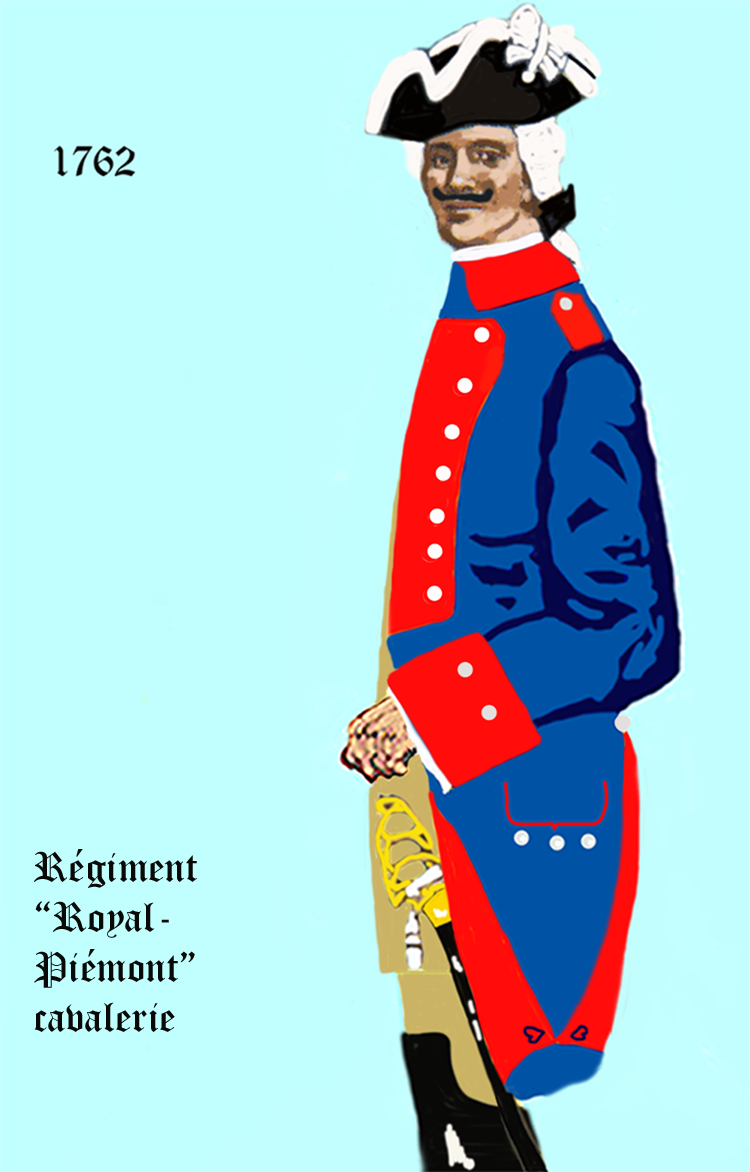
régiment Royal-Piémont cavalerie de 1762 à 1767
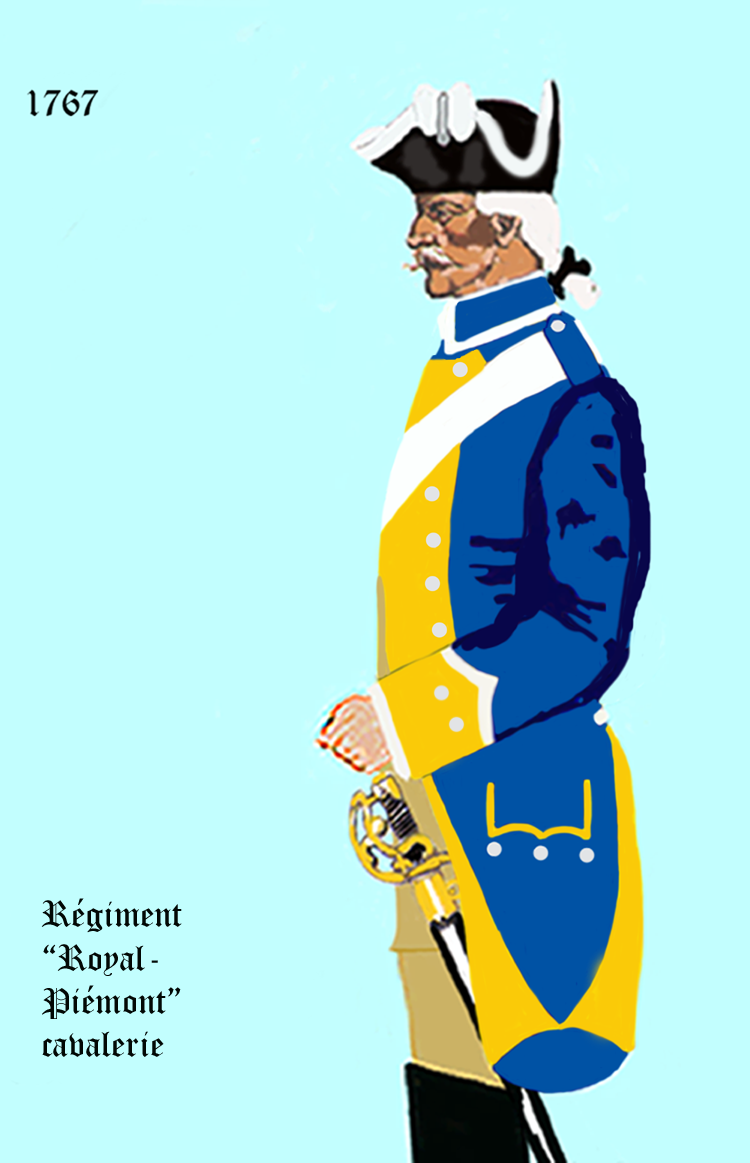
régiment Royal-Piémont cavalerie de 1767 à 1776

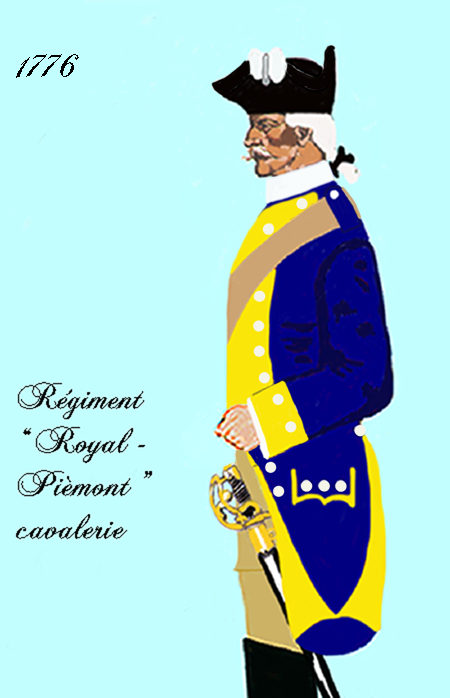
de 1776 à 1786
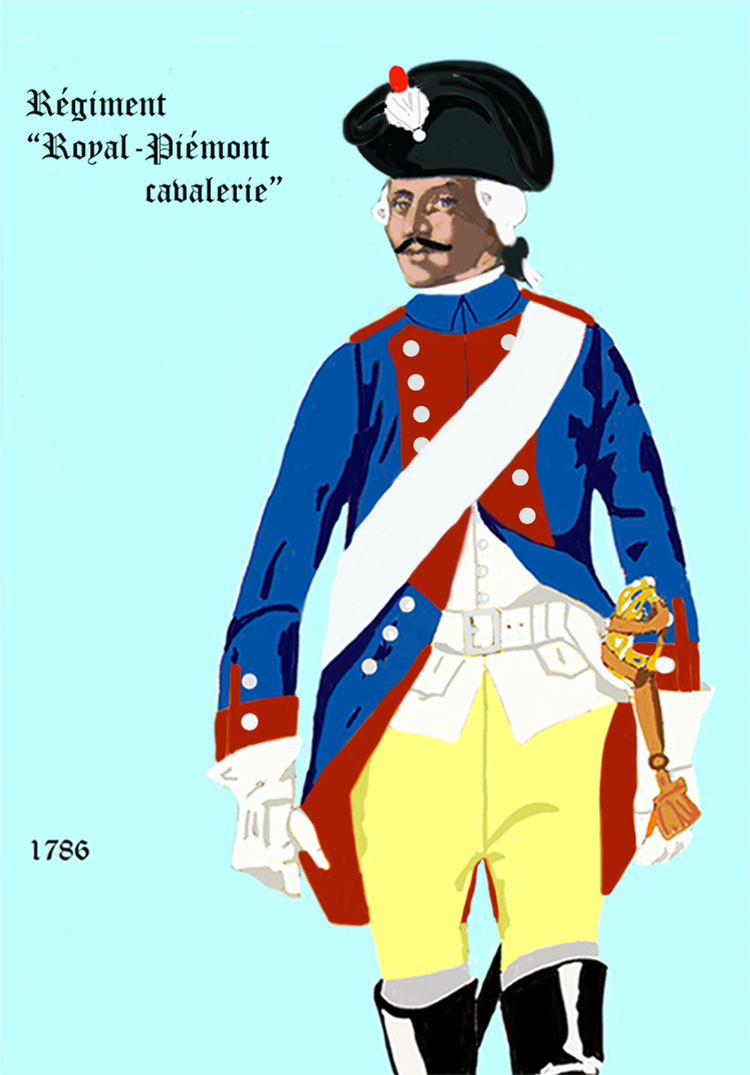
de 1786 à 1791
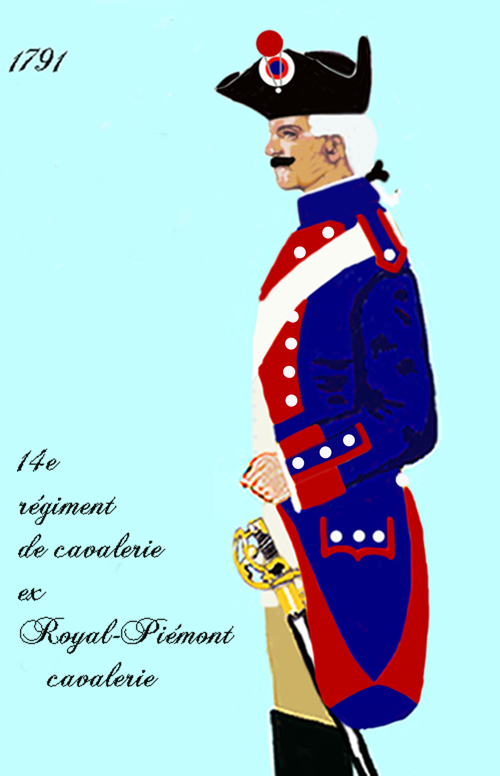
16e régiment de cavalerie de 1791 à 1803

## Historique

### Mestres de camp-lieutenants et colonels
- 9 août 1671 : Prosper, chevalier puis comte de Lucinge, maréchal de camp le 30 juillet 1652, † vers 1680
- 1677 : N., baron de Saint-Joire
- 20 mars 1678 : Joseph Philippe de Saint-Martin d’Aglié, marquis de Rivaroles, brigadier le 20 janvier 1678, maréchal de camp le 24 août 1688, † 31 mai 1704
- 10 mai 1690 : Joachim Louis de Montaigut, marquis de Bouzols
- 25 octobre 1705 : N., marquis de Manicamp
- 6 octobre 1723 : Charles Théodore Desforges de Germinon, brigadier le 1er février 1719, maréchal de camp le 20 février 1734, † 9 avril 1736
- 3 juillet 1725 : N., comte puis duc de La Feuillade, † 10 juin 1735
- 20 juin 1735 : Hugues René Timoléon de Brissac, comte de Cossé
- août 1744 : N. Legendre de Collandre
- 15 novembre 1752 : Charles Joachim Rouault, comte de Cayeux puis marquis de Gamaches, brigadier le 20 février 1761, déclaré maréchal de camp en décembre 1762 par brevet expédié le 25 juillet
- 1762 : Charles-Daniel de Talleyrand-Périgord, comte de Talleyrand, brigadier
- 3 janvier 1770 : Louis Marie Anne, baron de Talleyrand-Périgord
- 26 février 1777 : Jean Laurent de Durfort-Civrac, duc de Lorges
- 10 mars 1788 : Alexandre Théodore Victor, chevalier de Lameth
- 25 mars 1788 : Maximilien Gabriel Louis de Béthune, duc de Sully
- 25 juillet 1791 : Barthélémy Simon François de La Farelle
- 27 octobre 1792 : N. Maré Dazincourt
- 30 avril 1796 : N. Grieu
- 4 mai 1798 : N. Wolff
- 20 novembre 1799 : N. Merlin
- 8 décembre 1800 : Gaspard Thierry
- 9 janvier 1810 : Louis Alexandre, baron Briant
- 29 mars 1813 : Charles François Martigue

### Campagnes et batailles

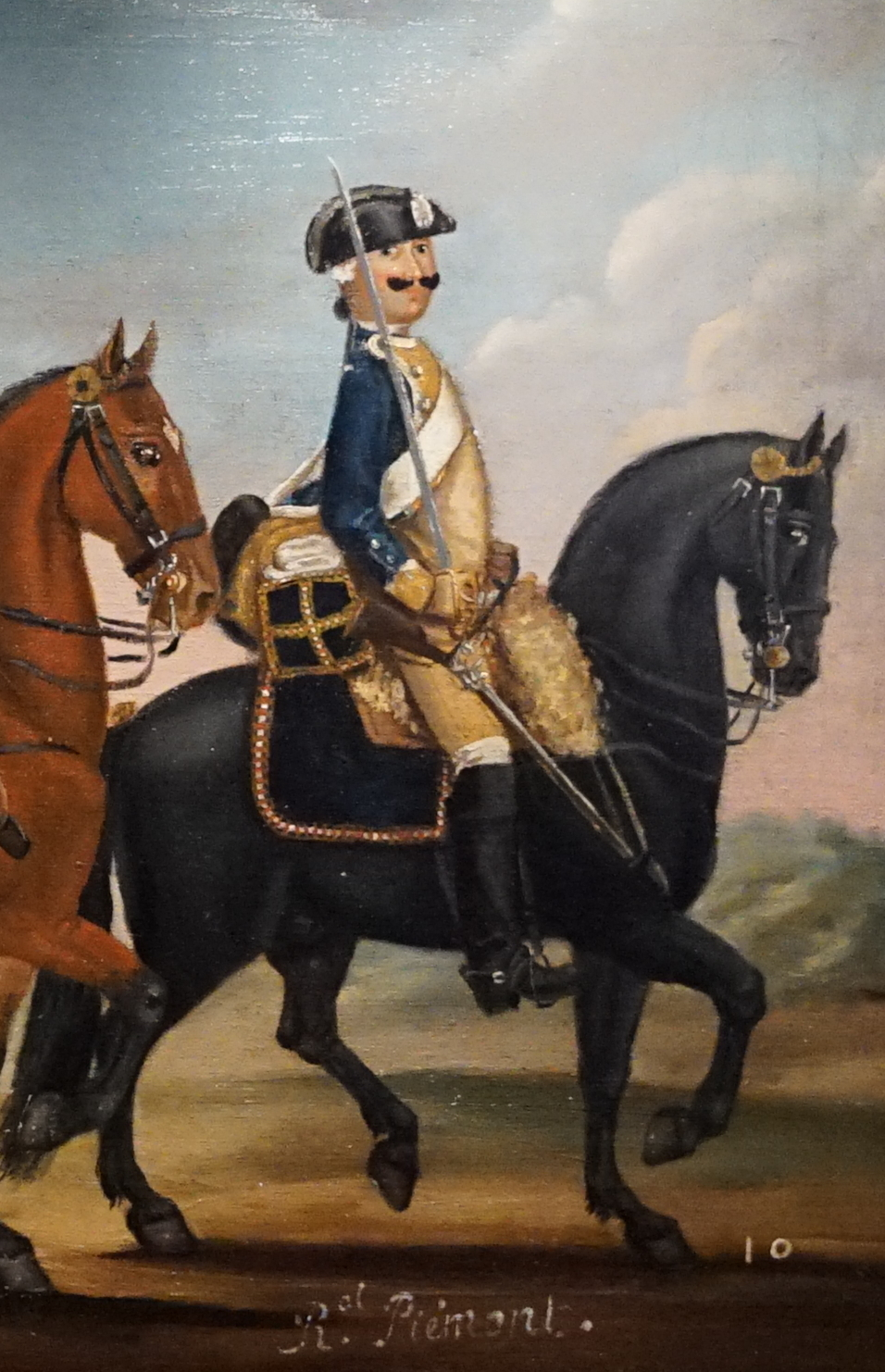
Reforme de 1779.

Le régiment est levé en 1670 à Turin par le duc de Savoie, et cédé à Louis XIV le 9 août 1671, à condition qu’il reste la propriété du prince du Piémont et que les mestres de camp-lieutenants soient sujets du duc de Savoie.
Le duc de Savoie s’étant déclaré ennemi de la France lors de la coalition de la Ligue d’Augsbourg en 1688, Louis XIV confisqua le régiment, qui avait été mis sur le pied français en 1678.
La Bataille de San Pietro en 1734
Le 14e régiment de cavalerie a fait les campagnes de 1792 à 1794 à l’armée du Rhin. Ce corps faisait partie de la garnison de Mayence en 1793.

Campagnes des ans IV et V à l’armée de Rhin-et-Moselle ; an VI à l’armée d’Allemagne ; de l’an VII à l’an IX à l’armée d’Italie.
Le 23e régiment de dragons a fait les campagnes des ans XIII et XIV à l’armée d’Italie ; 1806 à l’armée de Naples ; 1807 et 1808 à l’armée d’Italie et à la division des côtes de l’Adriatique ; de 1809 à 1811 à l’armée d’Italie, 1812 à l’armée d’Italie et à la 3e division de réserve de la Grande Armée ; 1813 au 1er corps de réserve de corps de cavalerie ; 1814 au 1er corps de cavalerie.

### Quartiers
- Bayeux[2]